# Sistrix
Sistrix és una plataforma que ofereix un conjunt d'eines SEO (Optimització per a motors de cerca) i SEM. Gràcies a aquestes eines, ens proporciona un índex el qual reflecteix el valor total de la visibilitat d'una pàgina en els resultats de cerca de Google. Sistrix és reconeguda a nivell internacional degut a la seva utilitat i eficàcia a l'hora de revisar i realitzar qualsevol estratègia de posicionament a les xarxes.

## Història
El domini de sistrix.com va ser creat el 2002 per Johannes Beus. Al 2007 va medir i avaluar automàticament per primer cop els 100 primers resultats de búsqueda de Google per més de 1.000 paraules claus per tal de fer un índex de visibilitat per cada domini dels resultats. No va ser fins al 25 de Febrer del 2008 però, quan va transferir les seves activitats com a consultor SEO a la primera versió de Sistrix Toolbox a Alemanya. Al 2010 ja va ser disponible pels països d'Espanya, Regne Unit, França i Itàlia, i un any més tard a Àustria i Suïssa. Actualment hi han 32 països els quals disposen d'aquesta eina SEO.
Al 17 de Març del 2015 hi va haver el llançament del índex de visibilitat per Smarthpone i al 2016 es va llençar l'eina Amazon Keyword i l'índex de visibilitat per Amazon.

## Funcionament i utilitat
Cada setmana Sistrix comprova els 100 primers resultats de cerca de Google sobre 1 milió de paraules claus. D'aquesta manera, s'obtenen unes 100 milions dades que serveixen per atribuir cada resultat a cada domini. Així és com s'obté tres informacions claus: la posició a Google, el volum de búsqueda de cada paraula clau i la probabilitat que els usuaris entrin a l'enllaç de cada una de les paraules claus. Amb tota aquesta informació és com finalment es crea l'índex de visibilitat. La quantitat de punts que una pàgina web pot arribar depèn doncs de l'amplitud, profunditat i popularitat del seu contingut.
Entre molts usos, Sistrix disposa d'informació com el grau de visibilitat d'una pàgina web a la búsqueda de Google, el grau d'influència dels competidors, la mesura de la qualitat i la quantitat de Backlinks obtinguts, la inversió dels anuncis a través de Adwords i fins i tot permet realitzar auditories per detectar possibles errors de SEO en un portal. Gràcies a totes aquestes eines és possible mesurar el creixement de competidors respecte el trànsit web o conèixer quines són aquelles seccions dels portals web que millor es posicionen.